# 長龍寺 (久喜市)
長龍寺（ちょうりゅうじ）は、埼玉県久喜市にある曹洞宗の寺院。

## 歴史
創建年代は不明である。ただ平安時代中期に阿弥陀堂が建てられたという寺伝があること、源平合戦の折に平家の落人が当寺において平家一門の菩提を弔ったという逸話があること、「弘長（1261年 - 1264年）」と刻まれた供養塔があることから、相当の古刹であることが推測される。
慶安年間（1648年 - 1652年）の境内は約1万2000坪もあり、多くの堂宇が存在していたという。しかし、その後の火災で寺運衰微してしまった。
昭和末期より、多くの堂宇を新築して寺容を一新し、往年の勢いを取り戻しつつある。

## 交通アクセス
- 路線バス仲井停留所より徒歩21分。